# Национальный народный фронт (Непал)
Национальный народный фронт (Растрия или Раштрия Джанаморха, непальск. राष्ट्रिय जनमोर्चा) — коммунистическая политическая партия в Непале. Первоначально основана в 1995 году как легальное прикрытие и электоральный фронт Коммунистической партии Непала (Масал). Фронт был воссоздан в 2006 году как политическое крыло уже новой Коммунистической партии Непала (Масал), возглавляемой Моханом Бикрамом Сингхом после отделения от Народного фронта Непала (Джанаморха Непал).
Растрия Джанаморха выступает на политической арене одним из самых ярых критиков федерализации Непала, ратуя за децентрализацию исключительно в рамках прежней унитарной системы.

## История

### До образования (1991—1994)
Партия участвовала в местных выборах 1991 года как Всенепальская крестьянская организация и в парламентских выборах 1994 года как Всенепальский народный фронт.
Уже под своим нынешним названием Национальный народный фронт на парламентских выборах 1999 года она разделила четвёртое место по количеству мандатов с Непал Садбхавана Парти, получив 1,41 % голосов и 5 депутатских мест.

### Слияние и отделение (2002—2008)
В 2002 году партия объединилась с Объединённым народным фронтом (Самьюкта Джанаморха Непал), легальным крылом Коммунистической партии Непала (Центр единства), образовав Народный фронт Непала (Джанаморха Непал). Джанаморха Непал выступал в качестве электорального фронта Коммунистической партии Непала (Центр единства-Масал).
После того, как Джанаморха Непал присоединилась к Альянсу семи партий, организовавшему Народное движение 2006 года и в итоге пришедшему к власти, Читра Бахадур K. Ч. вышел из этой партии, отделившись в самостоятельную силу, которая вернула себе название Растрия Джанаморха. Партия занимала три места во временном законодательном органе Непала.

### Учредительное собрание (2008—2015)
Новая партия была зарегистрирована в Избирательной комиссии Непала перед выборами в Учредительное собрание 2008 года На выборах партия получила 0,66 % голосов и четыре места в собрании.
В июле 2010 года партия исключила своего генерального секретаря Диларама Ачарью за нарушение партийной дисциплины. После своего изгнания он сформировал еще одну партию, Растрия Джанаморха (Непал). Партия получила три места на выборах в Учредительное собрание 2013 года .

### Федеральный Непал (2015 — настоящее время)
После обнародования Конституции Непала Растрия Джанаморха вошла в состав левого коалиционного правительства Коммунистической партии Непала (Объединённой марксистско-ленинской) и Объединенной коммунистической партии Непала (маоистской). Это был первый раз, когда партия была не в оппозиции. Председатель партии Читра Бахадур К. Ч. был назначен вице-премьер-министром и министром по делам кооперативов и борьбы с бедностью.
Партия участвовала в местных выборах 2017 года и получила 186 мест в местных органах. Среди прочего, Национальный народный фронт избрал своих представителей на пост глав гаунпалики (сельского муниципалитета) Баренг в Баглунге и Джхимрук и Маларани в Пьютхане.
В преддверии парламентских и провинциальных выборов 2017 года Растрия Джанаморха присоединилась к союзу Коммунистической партии Непала (Объединённой марксистско-ленинской) и Коммунистической партии Непала (Маоистский центр). Национальный народный фронт получил одно место в Федеральном парламенте Непала, но не преодолел трёхпроцентный барьер, чтобы стать национальной партией. Партия также получила три места в провинциальном собрании провинции № 4 и одно место в провинциальном собрании провинции № 5.

## Электоральные результаты

### Парламентские выборы
| Выборы | Лидер               | Мажоритарные голоса | Мажоритарные голоса | Мажоритарные голоса | Пропорциональные голоса | Пропорциональные голоса | Пропорциональные голоса | Места    | Места | Место  | Правительство |
| Выборы | Лидер               | No.                 | %                   | % change            | No.                     | %                       | % change                | No.      | +/-   | Место  | Правительство |
| ------ | ------------------- | ------------------- | ------------------- | ------------------- | ----------------------- | ----------------------- | ----------------------- | -------- | ----- | ------ | ------------- |
| 1999   | Читра Бахадур K. Ч. | 121,394             | 1.41                |                     |                         |                         |                         | 5 из 205 |       | 5-е    | В оппозиции   |
| 2008   | Читра Бахадур K. Ч. | 93,578              | 0.91                | ▼ 0.50              | 106,224                 | 0.99                    |                         | 4 из 575 | ▼ 1   | ▼ 12-е | В оппозиции   |
| 2013   | Читра Бахадур K. Ч. | 66,666              | 0.74                | ▼ 0.17              | 92,387                  | 0.98                    | ▼ 0.01                  | 3 из 575 | ▼ 1   | ▬ 12-е | В оппозиции   |
| 2017   | Читра Бахадур K. Ч. | 70,014              | 0.70                | ▼ 0.04              | 62,133                  | 0.65                    | ▼ 0.33                  | 1 из 275 | ▼ 2   | ▲ 10-е | В оппозиции   |

### Провинциальные выборы
| Провинциальное собрание | Год выборов | Голоса    | Голоса    | Места   | Места | Правительство |
| Провинциальное собрание | Год выборов | # голосов | % голосов | #       | Место | Правительство |
| ----------------------- | ----------- | --------- | --------- | ------- | ----- | ------------- |
| Гандаки                 | 2017        | 19 376    | 2.03      | 3 из 60 | 4-е   | В оппозиции   |
| Лумбини                 | 2017        | 32 546    | 2.02      | 1 из 87 | 6-е   | В оппозиции   |

## Генеральные секретари
- Наварадж Субеди, 1999—2002.
- Диларам Ачарья, 2006—2010.
- Санта-Бахадур Непали, 2011—2016.
- Джанак Радж Шарма, 2016 — настоящее время